# مایکل لمان
مایکل لمان (انگلیسی: Michael Lehmann؛ زادهٔ ۳۰ مارس ۱۹۵۷) کارگردان سینما و تلویزیون اهل ایالات متحده آمریکا است. وی از سال ۱۹۸۵ میلادی تاکنون مشغول فعالیت بوده است.

## فیلمشناسی
- هذرها (۱۹۸۸)
- هادسون هاوک (۱۹۹۱)
- غول من ( فیلم ۱۹۹۸)